# کرنیوو
کرنیوو (انگلیسی: Kerenyovo) یک شهرک در شهرستان کوشنارنکوفسکی جمهوری باشقیرستان در کشور روسیه است.